# 50 incredibili giochi!
50 incredibili giochi! (50 Great Games) è una raccolta di videogiochi di genere misto pubblicata nel 1991 per Amiga, Commodore 64 e MS-DOS dalla Wicked Software. L'edizione italiana fu pubblicata dalla Leader, ma già l'originale della Wicked mostra in copertina il titolo in varie lingue europee, tra cui l'italiano (sgrammaticato) 50 giochi superbo.
La raccolta è uno shovelware, ossia incentrata sulla quantità, con ben 50 giochi, ma tutti semplici e antiquati, e generalmente erano già da tempo usciti come freeware o in pubblico dominio. Le tre edizioni per i tre computer contengono titoli completamente diversi tra loro.
La Wicked realizzò anche altri prodotti di questo tipo, tra cui The Big 100 e Addiction: The History of Computer Games.

## Giochi contenuti

### Amiga
L'edizione Amiga contiene soprattutto molti rompicapo e qualche gioco d'azione, tra cui diversi cloni di classici arcade. Si tratta generalmente di semisconosciuti giochi gratuiti, ma uno di essi, Plop Plop (una versione del gioco da tavolo Othello), era stato in precedenza pubblicato commercialmente come Flip-Flop dalla Kingsoft.
- 3D Toc Toc Toc
- Alien Fight
- Battle
- Black Box
- Black Jack
- Block Attack
- Blop Blox
- Breakout 3D
- Card Shuffle
- Chess
- China Challenge
- Colour Game
- East Corner
- Faster Brain
- Find Your Way
- Five in a Row
- Four in a Row
- Frantic Freddy
- Frog Man
- Fun Factory
- Get It
- Go
- H-Ball
- Letter Game
- Maze Walker
- Mazeman
- Mazetrap
- Mosaic
- Mousewalk
- Othello
- Paranoids
- Pipegame
- Plop Plop
- Racetrack
- Ristinolla
- Shift It
- Snake
- Space Poker
- Space Raiders
- Stuck
- Suicide Chess
- Super Memory
- Take the Money
- Thirty One
- Triclops
- Trix
- Trooper Command
- Turbo Maze
- Yaka
- Zonx

### Commodore 64
I titoli per Commodore 64 hanno meccaniche di gioco elementari e includono molti classici arcade, tra cui più varianti diverse di Space Invaders o di Breakout. Diversi titoli erano stati pubblicati in passato da Compute! o altre riviste.
- Adonis
- Astronauts
- A-Team
- Atlantis
- Bagdad
- Balloon Catch
- Bomb Hunt
- Bombrun
- Bump–n–Run
- Busy Bee
- Centipede
- Chicken Run
- Chopper 1
- Cosmic Carnage
- Cross Racer
- Cyclon Zapp
- Eagles & Gators
- Epsom Stakes
- Fantratron
- Froggy
- Gloves
- Grubs
- Gulper
- High Flyer
- High Rise
- Jump
- Keno
- Leaky Roof
- Miami Ice
- Moonbase
- Nuclear Attack
- Paccie
- Painter
- Pengo
- Power Poker
- Prisonball
- Sea Search
- Shooting Galery
- Slalom
- Space Craze
- Space Hit
- SS Panzer
- Star Dragon
- Submarine
- Supermaze
- Ten Pin
- Torpedo
- Tug–a–War
- Wintry Screen
- Zapp

### MS-DOS
- 1661
- 3D Tic Tac
- Acquire
- Alphabet
- Animals
- Archery
- Autobots
- Axtrons
- Bananoid
- Batalia
- Blocks
- Brick
- CDman
- Chinchess
- Circlink
- Cleanup
- Cloneinv
- Comic
- Doubolo
- Draglair
- Egaint
- Encounter
- Fifteen Squares
- Fighter
- Garden
- GB
- GEO
- Heart
- Invaders
- KDlog (5 in 1)
- Lunar
- Madmaze
- Mastermind
- Minefield
- Mmmmaze
- Pearl
- Power of Hanoi
- Qikserve
- Reversi
- RRswitch
- Rummi
- ShootG10
- Snarf
- Solitair
- Sopwith2
- Spacecom
- Startrek
- Tiltmaze
- Wizzard
- Yatz
- Yogo

## Accoglienza
I giochi della raccolta vennero sempre considerati di basso livello dalla critica, ma le recensioni dell'epoca si alternarono tra pessime e medie, poiché a volte veniva apprezzata la quantità in rapporto al prezzo.
La rivista Zzap! giudicò negativamente la versione Commodore 64 (voto complessivo 17%); diede perfino un voto distinto a quasi tutti i singoli giochi, andando dall'1% per i peggiori a un massimo di 41% per un clone di Centipede.
Più frequenti furono le recensioni della versione Amiga. Computer+Videogiochi giudicò la raccolta accettabile (62%), adatta per giocatori occasionali o per programmatori interessati a esaminare i programmi. 
Anche Videogame & Computer World arrivò a considerarla discretamente (70%), ritenendo che i giochi che si salvano sono una decina. I più validi sarebbero i cloni di arcade e i giochi da tavolo, inoltre qualche gioco realizzato in BASIC è interessante per i programmatori.
The Games Machine giudicò negativamente la raccolta (1/5), consigliata solo per bambini e novizi dell'Amiga, ma meritavano una menzione le imitazioni di classici arcade come Asteroids e Tetris e i giochi da tavolo.
Amiga Joker considerò pessimamente la raccolta, di livello anche più basso rispetto ai programmi di pubblico dominio dei suoi tempi.
Australian Commodore and Amiga Review (che però recensì un'edizione ridotta a 30 giochi) trovò interessante soltanto China Challenge, un clone del gioco di Mah Jong Shanghai.
Secondo Zero (50%) alcuni dei giochi erano "meno divertenti che giocare con il foglio elettronico", ma la quantità aveva comunque il suo valore.